# Flotte jaune

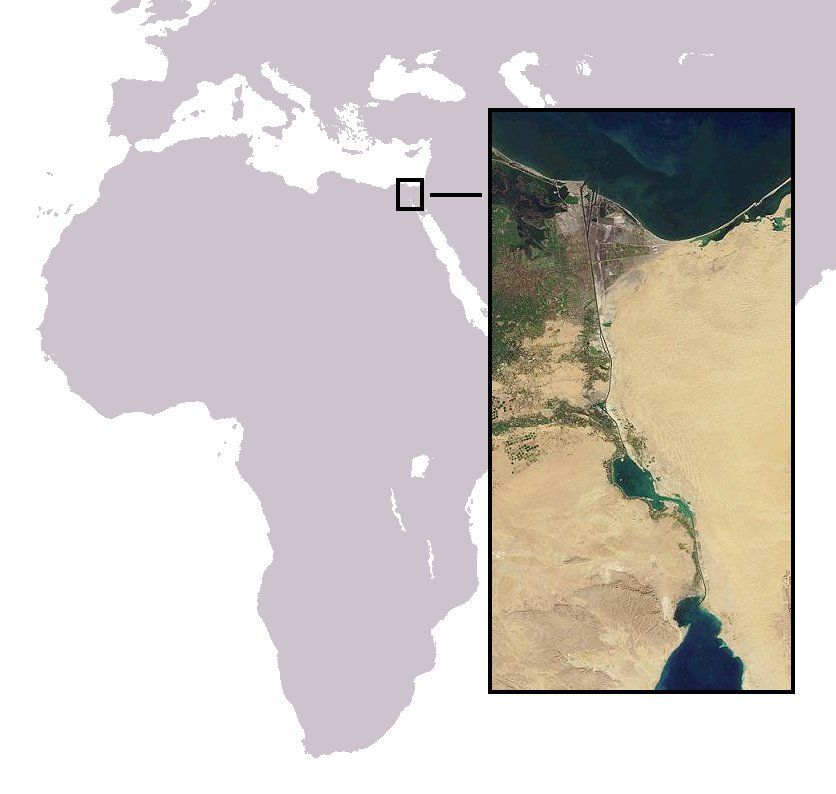
Position du canal de Suez.

La flotte jaune est un groupe de quatorze bateaux qui s'est retrouvé bloqué dans le canal de Suez (section du Grand Lac Amer) de 1967 à 1975, victime collatérale de la guerre des Six Jours. Le nom donné à cette flottille vient de l'apparence jaunâtre des navires recouverts au fil du temps par le sable du désert que le vent a transporté jusqu'à eux.

## Composition du groupe
Les quatorze navires de commerce bloqués sur le Grand Lac Amer :
- le Nordwind (Allemagne de l'Ouest) ;
- le Münsterland (Allemagne de l'Ouest) ;
- le Killara (Suède) ;
- le Nippon (Suède) ;
- le Sindh (Messageries Maritimes, France) avant d'être vendu en août 1970 et renommé Essayons
- l’Agapénor (Royaume-Uni) ;
- le Mélampus (Royaume-Uni) ;
- le Scottish Star (Royaume-Uni) ;
- le Port Invercargill (Royaume-Uni) ;
- l’African Glen (États-Unis), qui coulera en 1973 pendant la guerre du Kippour ;
- le Djakarta (Pologne) ;
- le Boleslaw Bierut (Pologne) ;
- le Vassil Levsky (Bulgarie) ;
- le Lednice (Tchécoslovaquie).

Un quinzième navire, l’Observer (États-Unis), était bloqué sur le lac Timsah.

## Contraints de jeter l'ancre
En juin 1967, les quatorze navires transitent par le canal de Suez vers le nord au moment où des combats commencent entre Israël et l'Égypte, dans ce qui deviendra connu sous le nom de guerre des Six Jours. Les deux extrémités du canal sont fermées sur ordre du gouvernement égyptien et, après trois jours, il devient évident que le canal restera impraticable pour longtemps à la suite du sabordage de navires pour bloquer les entrées. Les quatorze bateaux sont contraints de jeter l'ancre dans la partie la plus large du canal de Suez, le Grand Lac Amer.

## Bloqués pendant huit ans
En octobre 1967, les officiers et les membres d'équipage des quatorze bateaux se rencontrent sur le Melampus afin de créer l'Association du Grand Lac Amer qui a pour objet de fournir un soutien mutuel aux membres d'équipage. Dans les mois qui suivent, les différents équipages se retrouvent régulièrement à bord de leur navire respectif, organisant des évènements sociaux, créant un club nautique et organisant même les « Jeux olympiques du Lac Amer » en clin d'œil aux jeux olympiques d'été de 1968 de Mexico. Avec le temps, un système postal se met en place, avec la création de timbres faits main qui sont depuis, devenus des objets de collection pour les philatélistes du monde entier[réf. nécessaire].
Le temps passant, il devient possible de réduire le nombre de membres d'équipage à bord des bateaux, et, en 1969, les navires se regroupent à plusieurs afin de réduire encore plus la présence d'un équipage nécessaire à leur entretien. Pour le système postal, cela se traduit par la création de timbres de groupes comme :
- le Müwinikies, qui est un dérivé des noms « Mü » (Münsterland), « wi » (Nordwind) « ni » (Nippon), « ki » (Killara) et « es » (Essayons) ;
- le Ledmelaga pour les navires « Led » (Lednice), « mel » (Melampus) et « aga » (Agapenor) ;
- le Djabiporst pour les navires « Dja » (Djakarta), « bi » (Boleslaw Beirut), « por » (Port Invercargill) et « st » (Scottish Star).

En 1972, les derniers membres d'équipage des navires allemands sont finalement renvoyés chez eux, et la maintenance des bateaux est confiée à une compagnie norvégienne. Au printemps 1975, le canal de Suez est rouvert au transport international, et le 24 mai 1975, les navires allemands Münsterland et Nordwind atteignent le port de Hambourg, acclamés par plus de 30 000 spectateurs. Ils auraient été les seuls navires à pouvoir quitter le canal par leur propre propulsion. Pour le Münsterland, il s'agit de la fin d'un voyage commencé en Australie huit ans, trois mois et cinq jours plus tôt.